# Ореховка (Самарская область)
Ореховка — село в Алексеевском районе Самарской области России. Входит в состав сельского поселения Летниково.

## География
Село находится в юго-восточной части Самарской области, в пределах возвышенности Общий Сырт, в степной зоне, на правом берегу реки Чапаевки, на расстоянии примерно 23 километров (по прямой) к западу-юго-западу (WSW) от села Алексеевки, административного центра района. Абсолютная высота — 91 метр над уровнем моря.
Часовой пояс
Село Ореховка, как и вся Самарская область, находится в часовой зоне МСК+1. Смещение применяемого времени относительно UTC составляет +4:00.

## Палеонтология
В 2020 году в 0,8 км к северо-востоку от села обнаружено местонахождение окаменелостей темноспондильных амфибий, обитавших в раннем оленёкском веке триасового периода. В правом склоне оврага, впадающего в реку Чапаевку, расположен выход пород, простирающихся на 0,5 км с видимой мощностью до 7 м. В этих отложениях найдены затылочные фрагменты черепов и правая ветвь нижней челюсти Benthosuchus sushkini, правая ветвь нижней челюсти Thoosuchus sp. и фрагменты челюстей и рёбер неопределённых амфибий.

## Население
| 1986 | 2002 | 2010 | 2014 | 2015 |
| ---- | ---- | ---- | ---- | ---- |
| 608  | ↘539 | ↘512 | ↘478 | ↘476 |

Половой состав
По данным Всероссийской переписи населения 2010 года в гендерной структуре населения мужчины составляли 46,1 %, женщины — соответственно 53,9 %.
Национальный состав
Согласно результатам переписи 2002 года, в национальной структуре населения русские составляли 93 % из 539 чел.